# Stelle principali della costellazione del Cancro
Segue un prospetto delle stelle principali della costellazione del Cancro, elencate per magnitudine decrescente.